# Quintanalara
Quintanalara es una localidad española de la provincia de Burgos, en la comunidad autónoma de Castilla y León. Pertenece al municipio de Revilla del Campo y se encuentra en la Tierra de Lara, pese a que reivindica su independencia de dicho ayuntamiento desde hace décadas.

## Geografía
Es una localidad situada en el extremo SE de la comarca del Alfoz de Burgos. Está situada en las proximidades del río Ausín, afluente del Arlanzón, en la cuenca hidrográfica del Duero.

## Demografía
| Gráfica de evolución demográfica de Quintanalara entre 1857 y 1970 |
| |
| Población de derecho según los censos de población del INE Población de hecho según los censos de población del INEEntre el censo de 1857 y el anterior, aparece este municipio porque se segrega del municipio Salas de los Infantes. Entre el censo de 1981 y el anterior, este municipio desaparece porque se integra en el municipio Revilla del Campo. |

| Gráfica de evolución demográfica de Quintanalara entre 2000 y 2020 |
|                                                                    |
| Población de derecho (2000-2020) según el padrón municipal del INE |

## Cultura

### Patrimonio
Presenta un trazado de cuatro calles, flanqueadas por casas de piedra, de una planta. 
Destaca su iglesia parroquial y la biblioteca de intercambio de El Potro, compuesta por aproximadamente 16 000 volúmenes y acondicionada por Entrelibros, situada en una taína rehabilitada.

### Fiestas
- San Pantaleón (27 de julio)